# Sterculia chicomendesii
Sterculia chicomendesii är en malvaväxtart som beskrevs av E.L.Taylor. Sterculia chicomendesii ingår i släktet Sterculia och familjen malvaväxter. Inga underarter finns listade i Catalogue of Life.